# タコジェネレータ
タコジェネレータ（tachogenerator, TGと略する）は フレミングの右手の法則を原理とする直流発電機であり、回転速度に比例した直流電圧を発生する。タコ(tacho)とは「速度」を意味するギリシャ語のtakhosに由来する。 
通常、直流モータの回転速度を検出し、その速度制御のために使用されるため、直流モータと一体に組み立てられていることが多い。
その感度は、例えば、3V/1000rpm程度である。
この例では、1000rpmの回転数のとき3Vの電圧を出力する。逆回転の時には負の電圧を出力する。